# Primera División 1939/40
Die Primera División 1939/40 war die neunte Spielzeit der höchsten spanischen Fußballliga. Sie startete am 3. Dezember 1939 und endete am 28. April 1940. Während des Bürgerkriegs (Saison 1936/37–1938/39) wurden keine Meisterschaften ausgetragen. Nach dem Sieg der antirepublikanischen Truppen unter Francisco Franco wurde der Spielbetrieb wieder aufgenommen.

## Vor der Saison
- Als Titelverteidiger ging der vierfache Meister Athletic Bilbao ins Rennen. Letzter Vizemeister war Madrid FC.
- Aufgestiegen aus der Segunda División sind Celta Vigo und Saragossa CF.

## Vereine
| Verein            | Stadt     | Stadion                   |
| ----------------- | --------- | ------------------------- |
| Hércules Alicante | Alicante  | Estadio Bardin            |
| FC Barcelona      | Barcelona | Camp de Les Corts         |
| Español Barcelona | Barcelona | Estadi Sarrià             |
| Athletic Bilbao   | Bilbao    | Estadio San Mamés         |
| Madrid FC         | Madrid    | Estadio de Chamartín      |
| Athletic Aviación | Madrid    | Estadio Metropolitano     |
| Racing Santander  | Santander | Estadio El Sardinero      |
| Saragossa FC      | Saragossa | Estadio de Torrero        |
| Betis Sevilla     | Sevilla   | Estadio Benito Villamarín |
| FC Sevilla        | Sevilla   | Estadio de Nervión        |
| FC Valencia       | Valencia  | Estadio Mestalla          |
| Celta Vigo        | Vigo      | Estadio Balaídos          |

## Abschlusstabelle
| Pl. | Verein              | Sp. | S  | U | N  | Tore    | Quote | Punkte |
| --- | ------------------- | --- | -- | - | -- | ------- | ----- | ------ |
| 1.  | Athletic Aviación   | 22  | 14 | 1 | 7  | 043:290 | 1,48  | 29:15  |
| 2.  | FC Sevilla (P)      | 22  | 11 | 6 | 5  | 060:440 | 1,36  | 28:16  |
| 3.  | Athletic Bilbao (M) | 22  | 11 | 4 | 7  | 057:440 | 1,30  | 26:18  |
| 4.  | Madrid FC           | 22  | 12 | 1 | 9  | 047:350 | 1,34  | 25:19  |
| 5.  | Español Barcelona   | 22  | 11 | 2 | 9  | 043:430 | 1,00  | 24:20  |
| 6.  | Hércules Alicante   | 22  | 9  | 5 | 8  | 041:340 | 1,21  | 23:21  |
| 7.  | Saragossa FC        | 22  | 7  | 7 | 8  | 030:400 | 0,75  | 21:23  |
| 8.  | FC Valencia         | 22  | 9  | 3 | 10 | 040:360 | 1,11  | 21:23  |
| 9.  | FC Barcelona        | 22  | 8  | 3 | 11 | 032:380 | 0,84  | 19:25  |
| 10. | Celta Vigo (N)      | 22  | 9  | 1 | 12 | 045:500 | 0,90  | 19:25  |
| 11. | Betis Sevilla       | 22  | 6  | 4 | 12 | 026:510 | 0,51  | 16:28  |
| 12. | Racing Santander    | 22  | 6  | 1 | 15 | 037:570 | 0,65  | 13:31  |

Platzierungskriterien: 1. Punkte – 2. Direkter Vergleich  – 3. Torquotient – 4. geschossene Tore
| (M) | Spanischer Meister 1935/36                 |
| (P) | Pokalsieger 1939                           |
| (N) | Neuaufsteiger der Segunda División 1935/36 |

### Relegation
|            | Ergebnis |                     |
| ---------- | -------- | ------------------- |
| Celta Vigo | 1:0      | Deportivo La Coruña |

## Kreuztabelle
| 1939/40           | Athletic Aviación |     | Athletic Bilbao | Madrid FC | Español Barcelona | Hércules Alicante | Saragossa FC | FC Valencia | FC Barcelona | Celta Vigo | Betis Sevilla | Racing Santander |
| ----------------- | ----------------- | --- | --------------- | --------- | ----------------- | ----------------- | ------------ | ----------- | ------------ | ---------- | ------------- | ---------------- |
| Athletic Aviación |                   | 4:2 | 3:1             | 2:1       | 2:0               | 2:1               | 5:1          | 2:0         | 3:0          | 4:1        | 0:0           | 2:1              |
| FC Sevilla        | 4:1               |     | 3:3             | 3:2       | 4:0               | 1:1               | 3:0          | 4:2         | 2:1          | 1:4        | 4:3           | 8:2              |
| Athletic Bilbao   | 1:3               | 3:4 |                 | 3:1       | 4:0               | 4:1               | 1:1          | 1:2         | 7:5          | 4:1        | 6:1           | 3:2              |
| Madrid FC         | 2:0               | 1:3 | 4:1             |           | 3:1               | 0:1               | 5:1          | 2:1         | 2:1          | 2:1        | 3:0           | 3:2              |
| Español Barcelona | 2:0               | 2:1 | 3:4             | 5:4       |                   | 3:3               | 2:0          | 2:3         | 1:1          | 4:1        | 5:0           | 3:1              |
| Hércules Alicante | 4:1               | 3:3 | 1:0             | 0:2       | 1:2               |                   | 5:1          | 2:1         | 1:2          | 6:1        | 3:0           | 3:1              |
| Saragossa FC      | 4:3               | 1:1 | 1:1             | 3:1       | 4:1               | 0:0               |              | 1:0         | 3:1          | 3:2        | 1:1           | 3:0              |
| FC Valencia       | 1:0               | 2:2 | 3:4             | 3:1       | 1:3               | 2:1               | 0:0          |             | 3:1          | 1:1        | 4:0           | 4:0              |
| FC Barcelona      | 1:2               | 1:2 | 0:2             | 0:0       | 0:1               | 0:0               | 2:1          | 4:1         |              | 2:0        | 2:0           | 3:1              |
| Celta Vigo        | 1:0               | 2:0 | 2:4             | 2:3       | 2:0               | 4:0               | 5:1          | 3:2         | 1:2          |            | 4:2           | 5:1              |
| Betis Sevilla     | 1:2               | 3:2 | 0:0             | 0:4       | 2:0               | 4:3               | 0:0          | 0:3         | 3:0          | 2:0        |               | 2:1              |
| Racing Santander  | 0:2               | 3:3 | 3:0             | 2:1       | 2:3               | 0:1               | 1:0          | 2:1         | 2:3          | 6:2        | 4:2           |                  |

## Nach der Saison
- 1. – Athletic Aviación – Meister

Absteiger in die Segunda División
- 11. – Betis Sevilla
- 12. – Racing Santander

Aufsteiger in die Primera División
- Murcia CF

## Pichichi-Trophäe
Die Pichichi-Trophäe wird jährlich für den besten Torschützen der Spielzeit vergeben.
| Pl. | Nat.         | Spieler        | Verein          | Tore |
| --- | ------------ | -------------- | --------------- | ---- |
| 1   | Spanien 1938 | Víctor Unamuno | Athletic Bilbao | 20   |

## Die Meistermannschaft von Athletic Aviación
(Spieler mit mindestens 5 Einsätzen wurden berücksichtigt; in Klammern sind die Spiele und Tore angegeben)
| 1.                | Athletic Aviación |
| Athletic Aviación | - Tor: Fernando Tabales (21/-) - Abwehr: Blanco Álvarez (14/-); Alfonso Aparicio (27/-); José Cobo (7/-); Alejandro Díaz (5/-); José Mesa (15/-) - Mittelfeld: Juan Escudero (6/-); Ramón Gabilondo (19/7); Germán Gómez (22/-); Francisco Machín (16/-); Enrique Rubio (22/11); Luis Urquiri (7/-) - Sturm: Francisco Arencibia (7/3); Francisco Campos (17/8); Juan Vázquez (22/4); Elícegui (20/10) - Trainer: Ricardo Zamora |